# Zé Soares
Zé Soares, właśc. José Soares da Silva Filho (ur. 27 lipca 1983 w Paulo Afonso w stanie Bahia) – brazylijski piłkarz występujący na pozycji pomocnika.

## Kariera piłkarska

### Kariera klubowa
W 2000 rozpoczął karierę piłkarską w SE Palmeiras, w którym występował przez 4 lata. Potem występował w klubach Luverdense Esporte Clube, São Bento Sorocaba, Clube Atlético Sorocaba i Remo Belém. Jesienią 2007 przeszedł do bułgarskiego klubu Lewski Sofia. W styczniu 2010 podpisał kontrakt z Metałurhiem Donieck. Podczas przerwy zimowej sezonu 2013/14 opuścił doniecki klub. W sezonie 2016 występował w AO Itabaiana, po czym zakończył karierę.

### Sukcesy
- mistrz Bułgarii: 2009
- wicemistrz Bułgarii: 2008
- zdobywca Superpucharu Bułgarii: 2009